# Luis Felix Miraval y Spinola Lobaton y Piña
Luis Felix Miraval y Spinola Lobaton y Piña (ok. 1655, zm. 24 stycznia 1729 w Madrycie) – hiszpański arystokrata i dyplomata żyjący w XVIII wieku.
Od lipca do grudnia 1715 roku pełnił funkcję ambasadora Królestwa Hiszpanii w Hadze. Jego sekretarzem  był tam Nicolas Antonio de Oliver y Fullana, który po wyjeździe Miravala został jako Chargé d’affaires, szefem misji dyplomatycznej.